# ادنیلسون برگونسی
ادنیلسون برگونسی هافبک اهل برزیل است که در شهر Carlos Barbosa و در تاریخ ۱۳ سپتامبر ۱۹۸۷ به دنیا آمده‌است.
ادنیلسون برگونسی در تیم‌های فوتبال Mogi Mirim سابقهٔ حضور دارد.